# Fernando en Filippo
Chansons représentant les Pays-Bas au Concours Eurovision de la chanson
't Is genoeg
(1965) Ring-dinge-ding
(1967)
Singles de Milly Scott
Zeg 's eerlijk
(1965) Liefde smeult, liefde groeit, liefde bloeit, liefde stoeit
(1966)
Fernando en Filippo (« Fernando et Filippo »), également connue sous le titre Fernando en Filippo (Tong-tiki-tong), est une chanson interprétée par la chanteuse surinamo-néerlandaise Milly Scott, sortie en 1966 en single 45 tours.
C'est la chanson représentant les Pays-Bas au Concours Eurovision de la chanson 1966 le 5 mars à Luxembourg.
La chanson a également été enregistré par Milly Scott en anglais sous le titre Fernando and Filippo et en espagnol sous le titre Fernando y Felipe.

## À l'Eurovision

### Sélection
La chanson est sélectionnée le 5 février 1966 par la NTS au moyen du Nationaal Songfestival 1966 pour représenter les Pays-Bas au Concours Eurovision de la chanson 1966 le 5 mars à Luxembourg, au grand-duché du Luxembourg.

### À Luxembourg
La chanson est intégralement interprétée en néerlandais, langue officielle des Pays-Bas, comme l'impose la règle entre 1966 et 1972. L'orchestre est dirigé par Dolf van der Linden.
Fernando en Filippo est la seizième chanson interprétée lors de la soirée du concours, suivant Chez nous de Dominique Walter pour la France et précédant Come Back to Stay de Dickie Rock pour l'Irlande.
À l'issue du vote, elle obtient 2 points, se classant 15e sur 18 chansons,.

## Liste des titres
| A1. | Fernando en Filippo | Gerrit den Braber (en), Kees Bruyn |  |
| B1. | Graag of niet       | Pieter Goemans                     |  |

## Classements

### Classement hebdomadaire
| Classement (1966)             | Meilleure position |
| ----------------------------- | ------------------ |
| Pays-Bas (Nederlandse Top 40) | 16                 |

## Historique de sortie
| Pays     | Date | Format   | Label  |
| -------- | ---- | -------- | ------ |
| Espagne, | 1966 | 45 tours | Belter |
| Pays-Bas | 1966 | 45 tours | CNR    |